# 张呼晨
张呼晨（1914年—1982年），男，山西夏县人，中华人民共和国政治人物，曾任四川省人民委员会副省长，第四、五届全国人大代表。